# Hörnefors
Hörnefors è un'area urbana della Svezia situata nel comune di Umeå, contea di Västerbotten.
La popolazione rilevata nel censimento 2010 era di 2 542 abitanti .